# Ludwig Schnee
Ludwig Schnee (12 de mayo de 1908-1975) fue un profesor, botánico, explorador venezolano, nacido en Alemania, y doctorado por la Universidad de Múnich. Fue contratado por el Jardín botánico de la Universidad Central de Venezuela (creado en 1945) en 1947. Realizó extensas expediciones botánicas a los Andes colombianos y venezolanos

## Algunas publicaciones
- víctor m. Badillo, ludwig Schnee, carmen Benitez de rojas. 1985. Clave de las familias de plantas superiores de Venezuela. 7ª ed. de Espasande, 270 pp.
- ludwig Schnee. 1984. Plantas comunes de Venezuela. Colección ciencias biológicas 8. 3ª ed. de Univ. Central de Venezuela, Ediciones de la Biblioteca, 806 pp.
- ----------------------. 1947. Stenoptera röhlii: una especie nueva de las orquídeas. 6 pp.
- ----------------------. 1946. Ramificaciones en Alsophila caracasana
- ----------------------. 1943. Las Ciperáceas del Herbario Nacional de Venezuela. Editor Lip. y tip. Casa de Especialidades, 101 pp.
- ----------------------. 1939. Ranken und Dornen, Parte 37. Editor Gebr. Borntraeger, 24 pp.
- ----------------------. 1932. Einiges über die Beziehungen zwischen Blütenbildung und Tod der hapaxanthischen Pflanzen. Editor Fischer, 12 pp.

## Eponimia
- (Adiantaceae) Pterozonium schneei Vareschi[3]
- (Asclepiadaceae) Hoya schneei Schltr.[4]
- (Heliconiaceae) Heliconia schneeana Steyerm.[5]
- (Loranthaceae) Phthirusa schneeana G.Ferrari[6]
- (Lycopodiaceae) Huperzia schneei (Vareschi) Holub[7]
- (Orchidaceae) Campylocentrum schneeanum Foldats[8]
- (Xyridaceae) Xyris schneeana L.B.Sm. & Steyerm.[9]

Tuvo una contribución de 64 registros IPNI a la identificación y clasificación de nuevas especies de Orchidaceae, Cyperaceae, etc. las que publicaba habitualmente en : Bol. Soc. Venez. Ci. Nat.; Revista Fac. Agric. Univ. Centr. Venezuela; Cat. Fl. Venez.; Lindleyana.